# Наньпу
Наньпу — крупное нефтяное месторождение Китая, на северном побережье Бохайского залива. Открыто 3 мая 2007 года. Залежи располагаются на глубине 1,8—2,8 км. Начальные запасы нефти 1,18 млрд т.
Нефтеносность связана с отложениям ордовикского возраста.
Оператором месторождение является китайская нефтяная компания CNPC. В 2012 году она планировала добыть 10 млн т нефти.